# Misionella
Misionella es un género de arañas araneomorfas de la familia Filistatidae. Se encuentra en Brasil y Argentina.

## Lista de especies
Según The World Spider Catalog 11.5:
- Misionella jaminawa Grismado & Ramírez, 2000
- Misionella mendensis (Mello-Leitão, 1920)
- †Misionella didicostae Penney, 2005 fossil del Mioceno descubierto en el ámbar de Hispaniola